# دهستان خسروبیگ
دهستان خسروبیگ یکی از دهستان‌های بخش میلاجرد شهرستان کمیجان استان مرکزی می‌باشد. این دهستان بیش از هشتصد خانوار دارد. و در مشرق شهرستان کمیجان قرار دارد و از مغرب به استان همدان منتهی می‌شود.